# Bahnhof Palermo Centrale
Der Bahnhof Palermo Centrale ist der wichtigste Bahnhof der sizilianischen Hauptstadt Palermo. Er wird von den staatlichen Rete Ferroviaria Italiana betrieben.
Der Bahnhof ist Ausgangspunkt der Strecken Palermo–Agrigent/Porto Empedocle und nach Trapani. Er ist ein wichtiger Knotenpunkt der Vorortsbahn Servizio ferroviario metropolitano di Palermo.
Neben zahlreichen Buslinien ist der Bahnhof auch an der Straßenbahn Palermo angebunden.